# إد ويستويك
إدوارد جاك بيتر «إد» ويستويك (بالإنجليزية: Ed Westwick)‏ هو ممثل وموسيقي إنجليزي، ولد يوم 27 يونيو 1987 في ستيفنيج في لندن. اشتهر بالدور تشاك باس في المسلسل التلفزيون الدرامي فتاة النميمة (2007-2012).

## روابط خارجية
- إد ويستويك على موقع IMDb (الإنجليزية)
- إد ويستويك على موقع روتن توميتوز (الإنجليزية)
- إد ويستويك على موقع ألو سيني (الفرنسية)
- إد ويستويك على موقع ميوزك برينز (الإنجليزية)
- إد ويستويك على موقع تيرنر كلاسيك موفيز (الإنجليزية)
- إد ويستويك على موقع أول موفي (الإنجليزية)
- إد ويستويك على موقع قاعدة بيانات الأفلام السويدية (السويدية)
- إد ويستويك على موقع إن إن دي بي (الإنجليزية)
- إد ويستويك على موقع قاعدة بيانات الفيلم (الإنجليزية)
- إد ويستويك على موقع كينوبويسك (الروسية)
- مقابلة بوبغرلز: إد ويستويك